# Sukhoi S-70 Ojotnik
El Sukhoi S-70 «Ojotnik» (en ruso: Сухой С-70 "Охотник", lit. 'Cazador'), también conocido como Ojotnik-B, es un vehículo aéreo de combate no tripulado (también conocido con las siglas, UCAV) desarrollado por Sukhoi y MiG para la Fuerza Aérea de Rusia. El dron se basa en el anterior Mikoyan Skat, diseñado por MiG, y abarca algunas tecnologías del avión de combate Sukhoi Su-57 de quinta generación. En el futuro, está previsto actuar bajo el control de pilotos de aviones Su-57, de forma similar al programa Skyborg de la Fuerza Aérea de los Estados Unidos.

## Desarrollo
El proyecto de un nuevo caza sin tripulación se basa en el anterior Mikoyan Skat diseñado por MiG y reutiliza algunas tecnologías aplicadas en el caza a reacción Su-57.
El periodista especializado Piotr Butowski publicó en un artículo de la revista «Air & Cosmos» que el 14 de octubre de 2011, el Ministerio de Defensa de Rusia decretó que la compañía Sukhoi comenzara un proyecto para el desarrollo de un vehículo aéreo no tripulado de reconocimiento y combate, con gran autonomía y velocidad, descrito como «vehículo aéreo no tripulado de sexta generación».
El contrato para el desarrollo del Ojotnik se firmó entre el departamento militar y la compañía Sukhoi en 2011. El primer modelo del aparato para realizar pruebas en tierra fue creado en 2014.
El 23 de noviembre de 2018, según una fuente sin identificar, se iniciaron las pruebas iniciales y de rodaje en las instalaciones de la fábrica de aviación de Novosibirsk, alcanzando una velocidad de hasta 200 km/h. Se estimó que el peso al despegue era de aproximadamente unas 20 toneladas. Esto convierte al Ojotnik en el avión no tripulado de Rusia más pesado creado hasta entonces.  Según algunos medios, el UAV entraría en servicio para el 2020 y el presupuesto para el trabajo de diseño se estimó en mil seiscientos millones de rublos (unos 22 millones de euros).
En enero de 2019 se publicaron en Internet unas fotos de la versión experimental del Ojotnik. También mostró una foto con un nuevo dibujo en el fuselaje del tercer prototipo de un Su-57 donde se intuyó que se utilizó como laboratorio o plataforma para probar una serie de sistemas para poder trabajar conjuntamente con el proyecto Ojotnik. En mayo se trasladó a la base aérea número 929, a pruebas en vuelo en Ajtubinsk en el óblast de Astracán.
El 2 de julio se pudo ver mediante Google Earth el aparcamiento de un Ojotnik junto a otros cazas en las instalaciones militares de la ciudad de Ajtúbinsk. 
El 3 de agosto se publicó un video y un comunicado del Ministerio de Defensa sobre el primer vuelo con una duración de algo más de 20 minutos.
Durante la feria aeronáutica MAKS de 2019, el fabricante mostró una maqueta de un modelo evolucionado. En el fuselaje, uno de los cambios más obvios, es el uso de una tobera plana para reducir la firma radar y la modificación de otros elementos considerados secundarios.
El 27 de septiembre de 2019, el Ministerio de Defensa de Rusia publicó un video donde el prototipo realizó el primer vuelo conjunto con el avión de combate Su-57. Ojotnik completó un vuelo de más de 30 minutos en modo automatizado y con una configuración completa. Durante el vuelo, se experimentó con la colaboración del Ojotnik para mejorar el alcance radar y asignar objetivos con más facilidad, evitando una supuesta defensa antiaérea.
El 12 de febrero de 2021, se informó que se estaban construyendo tres prototipos adicionales en la planta de aviación de Novosibirsk Chkalov, según una fuente del complejo militar-industrial. El segundo modelo es una copia modificada del primer prototipo, mientras que el tercer y cuarto prototipo serán idénticos a la unidad de producción en serie. Las mejoras se referirán a los sistemas de equipos radioelectrónicos de a bordo y a los elementos estructurales de la célula. Los tres prototipos adicionales deberían estar listos para las pruebas de vuelo en 2022 y 2023. La fuente en el complejo militar-industrial también dijo que el Hunter de serie recibirá una boquilla plana estándar para reducir aún más su firma térmica y de radar.
El 28 de febrero de 2021, se informó que el Okhotnik se utilizará a bordo de los futuros barcos de asalto anfibio del Proyecto 23900 Ivan Rogov , capaces de transportar 4 drones Okhotnik, para misiones de reconocimiento y ataque.
El segundo prototipo se presentó en diciembre de 2021, con una nueva boquilla de chorro plano.
Según se informa, Okhotnik probó armas no guiadas, como bombas de caída libre, en 2021 y llevó a cabo pruebas con municiones guiadas con precisión en 2022.
En agosto de 2020, el jefe de la UAC, Yuri Slyusar, dijo que el Ministerio de Defensa ruso comenzará a recibir vehículos aéreos no tripulados en serie en 2023.

## Diseño

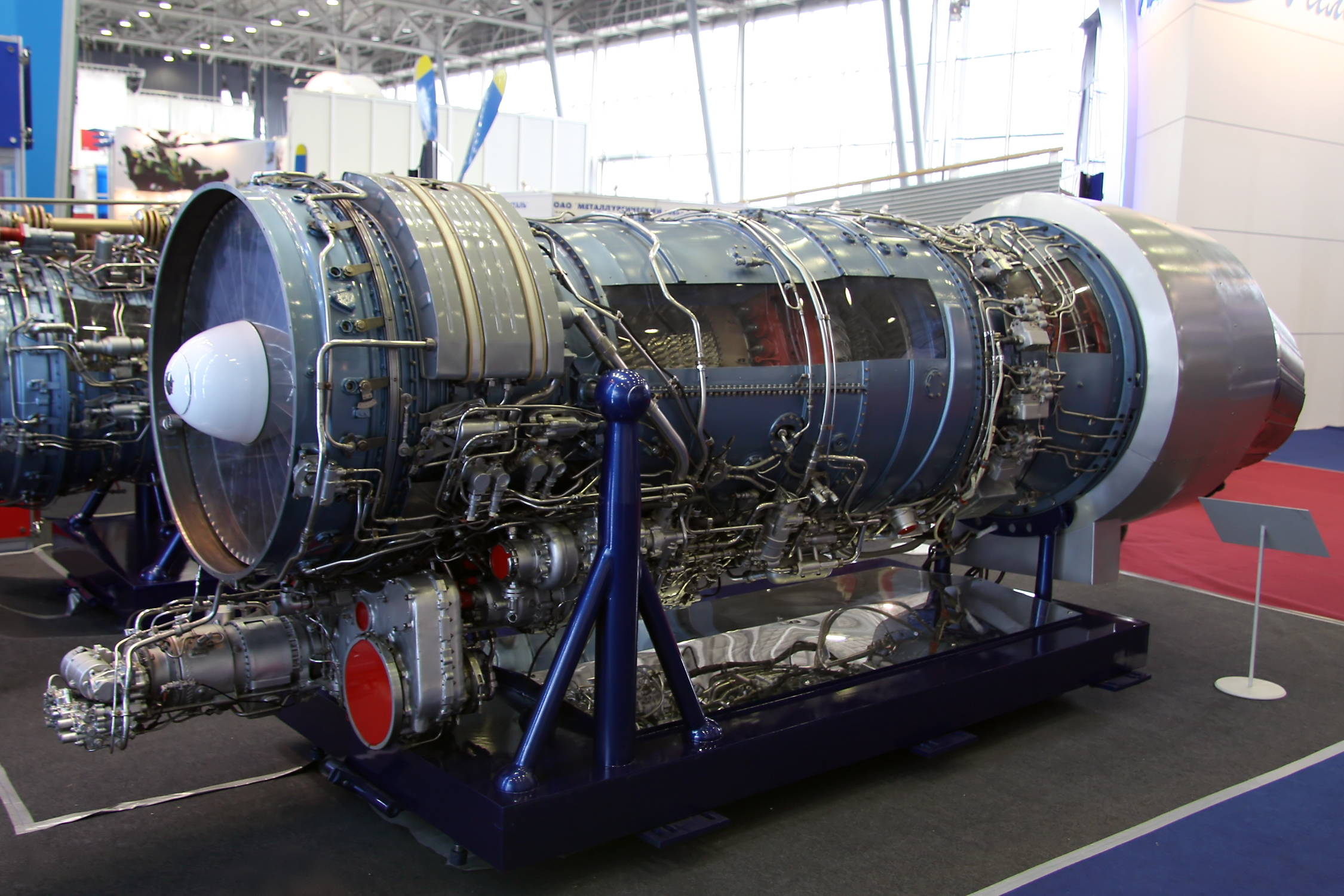
Motor del fabricante ruso Saturn. modelo modernizado del AL-31FN. Según algunos medios, es el instalado en la versión experimental del Ojotnik.

Es un avión monoreactor, de fuselaje en forma de ala volante, de un tamaño similar a un caza de combate pesado, con un amplio hangar interior para armamento. La velocidad máxima estimada según diferentes medios es de 1000 km/h.
Externamente, el Ojotnik, el CH-7 de China y el RQ-170 Sentinel de Estados Unidos, son similares entre sí y guardan puntos en común según algunos medios aunque otros medios lo distinguen como de una clase única por su capacidad de ir armado y hacer funciones de ataque en combate.

## Incidentes
El 5 de octubre de 2024, un dron Sukhoi S-70  que acompañaba a un Su-57 de la Fuerza Aérea Rusa, se encontraban en una misión de prueba cuando por algún motivo el piloto del caza perdió el control del dron, el cual se dirigía directamente a territorio controlado por Ucrania, motivo por el cual el alto mando ordenó al piloto que intentase desviar el dron, aunque al ser imposible terminaron por darle orden de destruirlo. En ese momento el Sukhoi 57 disparó un misil de corto alcance y provocó que el dron cayese en territorio controlado por los ucranianos.
Se desconocen los motivos del incidente, ya que Rusia no se pronunció al respecto, pero sí se sabe que el ejército ucraniano capturó los restos para su análisis, tras lo cual declararon que no pensaban que el dron fuera muy sofisticado, sino más bien un simple dron para órdenes de vuelo básicas controlado por radio.

## Especificaciones
Referencia datos: Sputnik,

### Características generales
- Carga: entre 8 y 25 toneladas
- Longitud: 14 m
- Envergadura: 19 m
- Altura: 4,67 m
- Peso vacío: 20.000 kg
- Planta motriz: 1× turbofán Saturn AL-31.

### Rendimiento
- Velocidad máxima operativa (Vno): 1.000 km/h
- Alcance: 5000 km